# Ikh Bogd uul
L'Ikh Bogd uul (in mongolo: Их Богд, letteralmente «grande santo»), noto anche come Tergun Bogd Uul, è la cima più elevata della catena montuosa dell'Altaj del Gobi ed è situato nella provincia di Bajanhongor in Mongolia. Raggiunge i 3957 m di altezza.

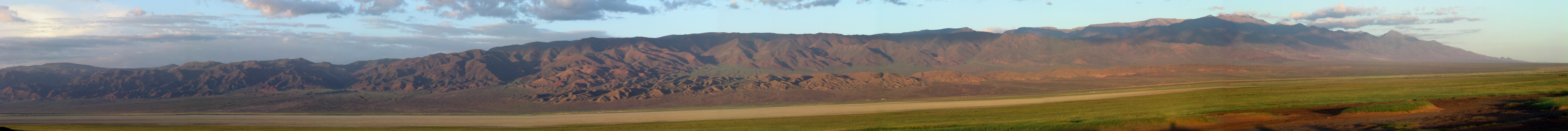
Panorama del massiccio dell'Ikh Bogd uul.